# Década de 1910 nos Estados Unidos
Esta é uma cronologia de década de 1910 nos Estados Unidos.

## 1910
- 8 de fevereiro: Um das maiores organizações de jovens dos Estados Unidos, Boy Scouts of America, é fundado e incorporado.[1][2]
- 15 de abril: O décimo-terceiro Censo dos Estados Unidos determina a população residente norte-americana de 92.228.496.[3]
- 16 de maio: O Congresso dos Estados Unidos autoriza a criação do Departamento de Minas Americano (United States Bureau of Mines).
- 1 de outubro: Uma bomba terrorista explode no prédio do jornal Los Angeles Times, deixando 21 mortos e vários feridos.[4]

## 1911
- 7 de janeiro: Woodrow Wilson toma posse o governador de Nova Jérsei.[5]
- 14 de janeiro: O navio de guerra norte-americano USS Arkansas é lançado.
- 9 de fevereiro: A Constituição Estadual do Arizona é ratificada.[6]
- 7 de março: São enviadas 30.000 tropas norte-americanas para a fronteira com o México.[7][8]
- 25 de março:  Em Nova Iorque, o incêndio na fábrica da Triangle Shirtwaist mata 146 trabalhadores.
- 12 de abril: Theodore Gordon Ellyson torna-se o primeiro aviador naval da Marinha dos Estados Unidos.[9]
- 23 de maio: A Biblioteca Pública de Nova Iorque é fundada oficialmente.
- 1 de agosto: Harriet Quimby torna-se a segunda mulher do mundo e a primeira mulher norte-americana a receber uma licença do aviador.[10]
- 27 de outubro: O primeiro estúdio do cinema do país é fundado.

## 1912
- 6 de janeiro: O Novo México deixa de ser o território e torna-se o 47º estado norte-americano admitido à União.[11]
- 22 de janeiro: Tianjin, China, é ocupada pelas tropas do Exército dos Estados Unidos para proteger os residentes norte-americanos.[12]
- 14 de fevereiro: O Arizona deixa de ser o território e  torna-se o 48º estado norte-americano admitido à União após separar-se da parte do Estado do Novo México.[13]
- 13 de maio: A Décima-Sétima Emenda da Constituição dos Estados Unidos é aprovada pelo Congresso dos Estados Unidos.
- 4 de agosto: Forças norte-americanas desembarcam na Nicarágua.
- 24 de agosto: O Distrito do Alasca é reorganizado como o Território do Alasca.
- 14 de outubro: Presidente Theodore Roosevelt sobrevive a uma tentativa de assassinato por John Schrank, em Milwaukee, Wisconsin.[4]
- 5 de novembro: É realizada a eleição presidencial. O candidato democrata Woodrow Wilson é eleito presidente dos Estados Unidos.

## 1913
- 17 de janeiro: Termina a ocupação da Nicarágua pelas forças norte-americanas.[14]
- 3 de fevereiro: A Décima-Sexta Emenda da Constituição dos Estados Unidos é ratificada.
- 4 de março: Woodrow Wilson toma posse como 28º Presidente dos Estados Unidos.
- 4 de março: O Departamento de Comércio e o Departamento de Trabalho são criados para a divisão do Departamento de Comércio e Trabalho.
- 5 de abril: A Federação de Futebol dos Estados Unidos é fundada em Nova Iorque.[15]
- 8 de abril: A Décima-Sétima Emenda da Constituição dos Estados Unidos é ratificada.
- 15 de junho: Tropas estado-unidenses massacram, sob comando do General John Pershing, pelo menos 2000 homens, mulheres e crianças filipinas em Bud Bagsak.
- 19 de dezembro: A Lei da Reserva Federal é aprovada, reformando o sistema monetário e bancário.[16]
- 23 de dezembro: A Reserva Federal dos Estados Unidos é criada pelo presidente Woodrow Wilson.

## 1914
- 27 de janeiro: Presidente Woodrow Wilson assina uma uma ordem executiva, estebelecendo um governo civil permanente para a Zona do Canal do Panamá.[17]
- 20 de março: Acontece em New Haven, Connecticut, o primeiro campeonato internacional de patinação artística no gelo.
- 21 de abril: Forças norte-americanas ocupam Veracruz, México.[16][18]
- 28 de junho: Começa a Primeira Guerra Mundial.
- 18 de julho: O Corpo Aéreo do Exército dos Estados Unidos é fundado.
- 4 de agosto: Os Estados Unidos declaram neutralidade na Primeira Guerra Mundial.[4][19]
- 15 de agosto: O Canal do Panamá é oficialmente aberta para transporte.[20]
- 23 de novembro: Tropas norte-americanas da ocupação retiram-se de Veracruz, no México, terminando a ocupação norte-americana de Veracruz.[14][18]

## 1915
- 28 de janeiro: Presidente Woodrow Wilson assina a legislação, designando a Guarda Costeira dos Estados Unidos.[21]
- 3 de março: O Comitê Nacional para Aconselhamento sobre Aeronáutica (NACA, National Advisory Committee for Aeronautics) é criada.[22]
- 1 de maio: O petroleiro norte-americano Gulflight é torpedeado pelo submarino alemão na costa da Inglaterra.[23]
- 5 de maio: Tropas do Corpo de Fuzileiros Navais dos Estados Unidos desembarcam em Santo Domingo.[24]
- 7 de maio: O navio britânico RMS Lusitania é afundado por um submarino alemão U-20 na costa da Irlanda, matando 1200 pessoas a bordo, incluindo 128 norte-americanos.[25]
- 28 de julho: Presidente Woodrow Wilson ordena a ocupação norte-americana do Haiti.[26]

## 1916
- 15 de março: Presidente Woodrow Wilson envia 12 mil soldados para o outro lado da fronteira mexicana em busca do rebelde e líder guerrilheiro Pancho Villa.
- 19 de março: Oito aeronaves estado-unidenses decolam em perseguição a Pancho Villa, a primeira missão de combate aéreo na história dos Estados Unidos.
- 16 de maio: A República Dominicana é ocupada pelas forças norte-americanas.
- 25 de agosto: Presidente Woodrow Wilson assina a legislação, criando o Serviço Nacional de Parques.
- 29 de agosto: A Lei Jones de 1916 (Jones–Shafroth Act) é aprovada pelo Congresso dos Estados Unidos.[27]
- 2 de novembro: O Acordo Lansing-Ishii (Lansing-Ishii Agreement) é assinado entre os Estados Unidos e o Império do Japão.[28]
- 7 de novembro: É realizada a eleição presidencial. Woodrow Wilson é reeleito presidente dos Estados Unidos.[29]
- 7 de novembro: Jeannette Rankin torna-se a primeira mulher a ser eleita para a Câmara dos Representantes dos Estados Unidos.

## 1917
- 3 de fevereiro: O navio norte-americano USS Housatonic é afundado pelo submarino alemão após advertência.[30]
- 3 de fevereiro: Presidente Woodrow Wilson anuncia que os Estados Unidos rompem as relações diplomáticas com o Império Alemão.[4][30][31]
- 4 de março: Presidente Woodrow Wilson começa o seu segundo mandato.
- 5 de fevereiro: Tropas norte-americanas são retiradas do México.[32]
- 7 de fevereiro: O Senado dos Estados Unidos aprova a decisão do presidente Woodrow Wilson.[30]
- 24 de fevereiro: O embaixador norte-americano em Londres é informado sobre o telegrama Zimmermann, em que a Alemanha promete ajuda econômica e a restituição dos estados do Novo México, Texas e Arizona ao México se esse pais declarar guerra aos Estados Unidos.[33]
- 11 de março: Os Estados Unidos reconhecem o governo do presidente eleito mexicano Venustiano Carranza.
- 31 de março: Os Estados Unidos tomam posse das Índias Ocidentais Dinamarquesas depois de pagarem 25 milhões de dólares à Dinamarca e renomear o território como Ilhas Virgens Americanas, por considerá-lo estratégico para a proteção do Canal do Panamá.
- 6 de abril: O Congresso dos Estados Unidos declara guerra ao Império Alemão e entra na Primeira Guerra Mundial.[4][14]
- 8 de abril: Os Estados Unidos rompem as relações diplomáticas com a Áustria-Hungria.[31]
- 5 de junho: A Lei de Espionagem é aprovada pelo Congresso dos Estados Unidos.[34]
- 15 de junho: A Lei de Espionagem (Espionage Act of 1917) é aprovada pelo Congresso dos Estados Unidos.[35][36]
- 7 de dezembro: O Congresso dos Estados Unidos declara guerra à Áustria-Hungria.[4]
- 18 de dezembro: A Décima-Oitava Emenda da Constituição dos Estados Unidos é aprovada pelo Congresso dos Estados Unidos, autorizando a Lei Seca sobre a proibição de bebidas alcoólicas.[37][38]

## 1918
- 8 de janeiro: Os Quatorze Pontos são proposições anunciadas pelo presidente Woodrow Wilson em seu discurso ao Congresso dos Estados Unidos.[4]
- 10 de janeiro: A emenda federal para o sufrágio feminino é aprovada pela Câmara dos Representantes.[39]
- 19 de março: O Congresso dos Estados Unidos estabelecem os fusos horários no país e aprovam o horário de verão.
- 31 de março: O horário de verão entra em vigor nos Estados Unidos pela primeira vez.
- 15 de maio: O primeiro serviço de correio aéreo do mundo é iniciado pelo Departamento de Correios dos Estados Unidos (United States Post Office Departament).[40]
- 11 de novembro: O Império Alemão assina o armistício, terminando a Primeira Guerra Mundial.[4]
- 13 de dezembro: Presidente Woodrow Wilson chega à França, tornando-se o primeiro presidente norte-americano a viajar fora dos Estados Unidos.[41]

## 1919
- 16 de janeiro: A Décima-Oitava Emenda da Constituição dos Estados Unidos é ratificada, autorizando a Lei Seca sobre a proibição de bebidas alcoólicas.[42]
- 18 de janeiro: Inicia a Conferência de Paz de Paris.[43]
- 4 de junho: A Décima-Nona Emenda da Constituição dos Estados Unidos é aprovada.
- 28 de junho: O Tratado de Versalhes é assinado durante a Conferência de Paz de Paris, terminado oficialmente a Primeira Guerra Mundial.[44][45]
- 31 de agosto: O Partido Comunista dos Estados Unidos da América é criado em Chicago.
- 9 de outubro: Oito jogadores da equipe do Chicago White Sox são banidos do beisebol da Série Mundial no Escândalo Black Sox.
- 19 de novembro: O Senado dos Estados Unidos rejeita o tratado de paz.[4][46]